# Trachyderes
Trachyderes is een kevergeslacht uit de familie van de boktorren (Cerambycidae). De wetenschappelijke naam van het geslacht werd voor het eerst geldig gepubliceerd in 1817 door Dalman in Schönherr.

## Soorten
Trachyderes omvat de volgende soorten:
- Trachyderes mandibularis (Dupont, 1834)
- Trachyderes maxillosus (Dupont, 1834)
- Trachyderes steinhauseni Hüdepohl, 1987
- Trachyderes armatus Monné & Martins, 1973
- Trachyderes badius Dupont, 1840
- Trachyderes cauaburi Hüdepohl, 1985
- Trachyderes cingulatus Klug, 1825
- Trachyderes distinctus Bosq, 1951
- Trachyderes elegans Dupont, 1836
- Trachyderes hermani Hüdepohl, 1985
- Trachyderes hilaris Bates, 1880
- Trachyderes leptomerus Aurivillius, 1909
- Trachyderes melas Bates, 1870
- Trachyderes pacificus Hüdepohl, 1985
- Trachyderes politus Bates, 1870
- Trachyderes succinctus (Linnaeus, 1758)